# Kleopatra Thea
Kleopatra Thea (græsk: Κλεοπάτρα Θεά, som betyder "Kleopatra gudinden") (født ca. 164 f.Kr. - 121 f.Kr.) efternavn Eueteria ("god høst/frugtbar sæson") var dronning over Seleukiderriget. Hun regerede Syrien fra 125 f.Kr. efter Demetrios 2. Nikator død. Til sidst regerede hun sammen med sin søn Antiochos 8. Grypos, som forgiftede hende i 121 f.Kr. eller 120 f.Kr.

## Familie
Kleopatra Thea var en datter af Ptolemaios 6. Filometor og Kleopatra 2. af Egypten Hun havde to brødre navngivne Ptolemaios Eupator og Ptolemaios hhv. Hendes søster Kleopatra 3. var dronning af Egypten og gift med Ptolemaios 8. Fyskon, en onkel. Det er muligt, at Berenice, som er forlovede af Attalos 3., konge af Pergamon er en anden søster.
Kleopatra Thea er gift tre gange:
Hun blev gift med Alexander Balas (græsk: Ἀλέξανδρος Βάλας) omkring 150 f.Kr. I dette ægteskab fik hun sønnen Antiochos 6. Dionysos Alexander Balas var hverken populær, eller en effektiv hersker og ægteskabet blev opløst af hendes far. Alexander Balas døde i kamp mod Demetrios 2. i Syrien i 145 f.Kr.
Kleopatra Thea bliver gift med Demetrios 2. Nikator, (græsk: Δημήτριος Νικάτωρ) i 145 f.Kr. Kleopatra fødte ham to sønner, som senere voksede op til at blive konger: Seleukos 5. Filometor, Antiochos 8. Grypos, og muligvis en datter Laodike. Demetrios blev taget til fange af partherne 139 f.Kr. - 129 f.Kr. Han blev myrdet i Tyrus i 125 f.Kr. på ordre fra sin kone Kleopatra Thea. 
Kleopatra Thea bliver gift med Demetrios lillebror, Antiochos 7. Euergetes Sidetes i 137 f.Kr., efter Demetrius blev fanget af partherne. Kleopatra og Antiochos 7. havde flere børn: Antiochos 9. Kyzenikos. og sandsynlige Antiokus, Seleukus og en eller to døtre navngivne Laodike.